# Ernst Bühring
Ernst Friedrich August Konrad Bühring (* 3. September 1844 in Hannover; † 17. Oktober 1928 ebenda) war ein deutscher Architekt.

## Leben
Ernst Bühring wurde als Sohn eines Tischlermeisters 1844 in der Residenzstadt des Königreichs Hannover geboren und besuchte bis Ostern 1860 die Höhere Bürgerschule unter Adolf Tellkampf,
um im Anschluss zunächst eine Ausbildung als Maurer zu durchlaufen.
Von 1862 bis 1865 studierte Bühring in seiner Geburtsstadt an der damaligen Polytechnischen Schule unter der Matrikel Nummer 3789 als Schüler von Conrad Wilhelm Hase. In Hannover wurde er Mitglied des Corps Saxonia. Anschließend arbeitete er bis etwa 1870 als Mitarbeiter des Architekten Wilhelm Lüer.
Während seiner Teilnahme am Deutsch-Französischen Krieg als Soldat in den Jahren von 1870 bis 1871 wurde Bühring verwundet. Noch im Jahr der Ausrufung des Deutschen Kaiserreichs machte er sich 1871 in Hannover als Architekt selbständig. Schon im Folgejahr wurde er auf Vorschlag des hannoverschen Architekten Ludwig Brockmann auf der ordentlichen Versammlung des Architekten- und Ingenieur-Vereins zu Hannover am 1. Mai 1872 als Mitglied des Vereins aufgenommen.
Bühring baute seine Gebäude teilweise im Stil der Neorenaissance. Zudem war er als Sachverständiger, als beeidigter Schätzer für Feuerversicherungen tätig, so etwa – laut dem Adreßbuch, Stadt- und Geschäftshandbuch der Königlichen Residenzstadt Hannover und der Stadt Linden von 1910 – unter seiner Anschrift Eichstraße 16 für die Landschaftliche Brandkasse.
Bühring starb zur Zeit der Weimarer Republik am 17. Oktober 1928 in Hannover.

## Werke (sofern bekannt)
- 1881, Hannover: Erweiterungsbau für das Elefantenhaus im damaligen Zoologischen Garten (heutige Adresse Adenauerallee 3); nicht erhalten[4]
- 1890–1891, Hannover:
  - verschiedene Wohngebäude in der Feldstraße sowie der Eichstraße[4]
  - Karmarschstraße 46[8] (frühere und heutige Adresse), Wohn- und Geschäftshaus; gut erhalten[4]
- um 1896, Hannover: Wohnhaus Fundstraße 1a (frühere und heutige Adresse); nicht erhalten[4]